# Les Racines du ciel (film)
Pour les articles homonymes, voir Les Racines du ciel (homonymie).
Pour plus de détails, voir Fiche technique et Distribution.
Les Racines du ciel (titre original : The Roots of Heaven) est un film américain réalisé par John Huston et sorti en 1958.
C'est l'adaptation du célèbre roman éponyme de Romain Gary, prix Goncourt 1956.

## Synopsis
En Afrique-Équatoriale française, Morel, un idéaliste français de Fort Lamy, entame une lutte pour sauver de l’extinction les éléphants qu'il considère comme nos dernières « racines du ciel ». Minna, une barmaid amoureuse de lui, et Forsythe, un ancien commandant de l’armée britannique, sont les premiers à se rallier à sa cause. Ils sont bientôt rejoints par deux professionnels des médias qui réussissent à alerter l’opinion mondiale, les Américains Cy Sedgewick, journaliste TV, et Abe Fields, reporter-photographe. Inversement, Saint Denis, délégué gouvernemental, et Orsini, trafiquant d'ivoire, vont être ses adversaires acharnés tandis que Waitari, chef opportuniste d'un douteux mouvement africain, va essayer de récupérer son action pour servir ses seuls intérêts.

## Musique du film

### Généralités
Le film de Huston - Gary The Roots of Heaven pourrait être qualifié à la fois de film d’aventure et de film à message, bien que Gary se soit exprimé de façon critique sur le résultat et sa fidélité à l’esprit du livre. Le côté picaresque, les décors naturels originaux et un certain souffle font cependant de ce film une œuvre digne d’intérêt, soutenue par une partition musicale efficace. Le compositeur Malcolm Henry Arnold y fait preuve d’une grande maîtrise du genre et d’une grande expérience musicale, notamment en ce qui concerne l'orchestration.
Le film n'est pas centré sur les psychologies des personnages mais est construit autour de l'aventure même, riche et fournie, qui plonge les personnages dénués d'ambigüité dans des situations physiques ou émotionnelles intenses. Dès lors, la musique agit directement, sans contremploi ni effet de distanciation, elle sert la narration. Parfois elle peut être décorative (Accordéon au « Tchadien », Rythmes traditionnels dans les villages africains, ambiance swing à la villa Orsini) mais son rôle le mieux assumé est de révéler les émotions vécues par les protagonistes, voire d’en exacerber l’expression en visant un impact émotionnel plus fort sur le spectateur. Musicalement, le procédé compositionnel s’apparente au procédé wagnérien du leitmotiv jouant du symbolisme entre des thèmes musicaux et des éléments forts du récit. Cinq thèmes sont identifiables dont 2 sont vraiment omniprésents :

### Thèmes importants correspondant aux personnages de Morel et Minna
· 1 Thème générique : l’épopée de Morel et de ses compagnons pour la sauvegarde des éléphants (l’Épopée pour la Nature)
· 2 Thèmes secondaires : celui animant les activités de Haas, le capteur d’animaux et celui présent lors des moments de tension proches de l’affrontement.
Les apparitions des leitmotiv de personnages sont autant de variantes qui déclinent les états d’âmes différents des héros selon le contexte narratif. En leur temps, des esprits critiques auront pu évoquer le côté « poteau indicateur » et « porte-manteau » pour qualifier ce systématisme musical attaché aux thèmes, mais d’aucuns en récuseront, au moins dans ce film, l’efficacité dramatique.
2- Thèmes musicaux et commentaires sur ces thèmes :
a) Thème de l'épopée pour la nature - Thème du générique de début
Le thème du générique a l’étoffe des grands thèmes musicaux hollywoodiens, ceux où l’on sent l’évocation des grands espaces et de la liberté. Il comporte une mélodie qui est reprise un ton plus haut dans l’énoncé exprimant une volonté d’aller de l’avant ou l’apparition de nouveaux horizons renforcée par les appels de cuivres (cors). Il apparaît comme le symbole des convictions de ces aventuriers picaresques et de leur domaine de prédilection : la Nature.
b) Thème de Morel
Le thème de Morel présente une mélodie sur quelques notes avec un rythme simple et répétitif. Le caractère basique de ce leitmotiv convient bien au caractère obstiné du personnage même si, lors des exposés, les arrangements orchestraux déploient autour de la mélodie des nuances de sentiments ou d’action assez subtiles et passionnées.
c) Thème de Minna
Le thème de Minna est à trois temps et fait entendre une mélodie plus souple et plus tendre que celle au caractère viril et décidé de Morel. Le thème de Minna vient souvent en complément et en contraste de celui du héros pour assumer les moments de tendresse, de mélancolie ou de vulnérabilité. À quelques moments, il est exposé seul et peut alors être traité discrètement comme un petit rappel de mélancolie (au Tchadien en musique de fond du dialogue avec Morel), ou au contraire porter l’élan passionné d’une émotion forte (lorsque Morel quittant Youssef qui devait l’abattre retrouve Minna à bout de force). Gary a toujours porté en haute estime les valeurs de la féminité et ce thème pourrait en être le symbole.
• Lien vers une analyse de la musique du film  avec les thèmes en notation musicale, extraits musicaux et synopsis au sein d'un blog dédié aux "racines du ciel"

## Fiche technique
- Titre original : The Roots of Heaven
- Titre français : Les Racines du ciel
- Réalisation : John Huston
- Scénario : Patrick Leigh Fermor et Romain Gary d'après son roman Les Racines du ciel (Éditions Gallimard, prix Goncourt 1956)
- Décors : Bruno Avesani
- Costumes : Rosine Delamare
- Photographie : Oswald Morris et Henri Persin (seconde équipe)
- Montage : Russell Lloyd
- Musique : Malcolm Arnold, Henri Patterson
- Producteur : Darryl F. Zanuck
- Société de production : Twentieth Century Fox (États-Unis)
- Société de distribution : Twentieth Century Fox (États-Unis et étranger)
- Pays d'origine :  États-Unis
- Langue originale : anglais
- Format : 35 mm — couleur par Deluxe — 2,35:1 CinemaScope — stéréo 4 pistes (Westrex Recording System)
- Genre : film d'aventure, écologie
- Durée : 127 minutes
- Date de sortie :
  - États-Unis : 15 octobre 1958
- (fr) Classifications CNC : tous publics, Art et Essai (visa d'exploitation no 21589 délivré le 5 décembre 1958)
- Affiche : Boris Grinsson (France)

## Distribution
- Trevor Howard : Morel, le défenseur des éléphants
- Juliette Gréco : Minna
- Errol Flynn : le commandant Johnny Forsythe
- Grégoire Aslan : Habib
- Friedrich von Ledebur : Peer Qvist, naturaliste suédois âgé fidèle à Morel
- Olivier Hussenot : le Baron
- André Luguet : le gouverneur
- Eddie Albert : Abe Fields, le photographe
- Orson Welles : Cy Sedgewick
- Paul Lukas : Saint Denis
- Pierre Dudan : le commandant Schölscher
- Herbert Lom : Orsini
- Marc Doelnitz : De Vries
- Jacques Marin : Cerisot
- Habib Benglia : Korotoro
- Edric Connor : Waitari
- Francis de Wolff : le père Farque
- Alain Saury : A.D.C.
- Maurice de Canonge : Haas
- Billy Kearns : homme sarcastique

## Production

### Historique
- Juliette Gréco, son arrivée au Tchad[2] : « Direction le sud-est pour Fort-Archambault[3]. Le coucou rouillé qui nous attend sur le tarmac ne rassure personne mais nous embarquons quand même. Du hublot, un paysage désertique s'étend jusqu'à l'infini. À notre débarquement sur la piste, une terre battue aride, la température avoisine les 45 degrés. Darryl Zanuck, en tenue de safari, est visiblement satisfait de nous réceptionner sains et saufs. […] L'équipe du film regroupe plus de deux cent cinquante personnes. Plusieurs dizaines de tonnes de matériel sont arrivées au Tchad et transiteront ensuite au Cameroun et en Centrafrique pour les différentes scènes du film. Les techniciens appellent le camp Zanuck Ville. […] La vie communautaire, dans cet environnement si hostile à l'homme, rassemble son lot de surprises et de difficultés. Il n'est pas inhabituel de rencontrer des insectes dangereux, des scorpions et autres termites, une hyène au détour des poubelles de cuisine, ou un serpent au pied d'une tente. La nuit, les fauves rôdent. »
- Le paradoxe de la production est d’avoir choisi John Huston, chasseur notoire, pour réaliser un film consacré à la défense animalière, ce que relate Juliette Gréco dans ses mémoires[4] : « Peter Viertel a écrit sur Huston un petit livre, Le Chasseur blanc[5]. C’est malgré tout à lui que l’on a demandé de mettre en scène Les Racines du ciel. Étrange situation que celle du chasseur qui doit mettre en images l’histoire d’un homme qui se bat pour la protection de l’espèce animale, contre l’extermination de la faune africaine et spécialement celle des éléphants… Il reste si peu de ces pauvres et splendides animaux traqués par les assassins mondains et fortunés que l’on est obligé d’envoyer une troisième équipe à leur recherche, bien loin des lieux du tournage. Ils grèveront de tout leur poids le budget, et cela ne sera que justice. »

### Tournage
- Période de prises de vue extérieures au Tchad[6] : mi-mars à mi-mai 1958[7].
- Des prises de vue extérieures complémentaires ont été tournées dans la forêt de Fontainebleau[7].
- Intérieurs aux Studios de Boulogne (Boulogne-Billancourt) : mi-mai à mi-juillet 1958[7].
- Presque tous les membres de l'équipe tombèrent malades (dysenterie, malaria, insolation…) lors des prises de vue africaines[6]. Deux consommateurs d'alcool firent exception : John Huston, et Errol Flynn, partiellement épargné, car il fut hospitalisé lors de son retour à Paris pour tourner les scènes intérieures[7].
- Une scène osée pour l'époque : Madame Orsini (Annette Challut dans le roman de Romain Gary) reçoit une fessée publique de la main de Peer Qvist. La scène n'est pas filmée directement, mais le geste de l'homme levant la robe de la victime l'est.

## Vidéo
- Les Racines du ciel (The Roots of Heaven) de John  Huston, Filmedia/Arcadès, 15 octobre 2013, 1 DVD zone 2, PAL, couleur, CinemaScope compatible formats 16/9 et 4/3, son Dolby Digital 2.0, langues (en) et (fr), sous-titres (fr), 121 min (film) [présentation en ligne]Version restaurée HD, existe en Blu-ray. Bonus : 1.  Retour en Afrique : souvenir de tournage (interviews de Juliette Gréco, et de Fabien Baumann, journaliste de la revue Positif) — 2.  Romain Gary et le cinéma  (interview de Myriam Anissimov, auteur du livre  Romain Gary, le caméléon).